# Kateřina Howardová
Kateřina Howardová (*1523 ? – 13. února 1542 Tower) byla pátá žena anglického krále Jindřicha VIII. Tudora. Pocházela z mocného katolického šlechtického rodu Howardů. Jejím strýcem byl vůdce anglických katolíků Thomas Howard, 3. vévoda z Norfolku. Byla dvorní dámou předchozí královny Anny Klevské, princezny Marie a sestřenicí další bývalé královny Anny Boleynové.

## Dětství
Narodila se jako nejstarší dcera Lorda Edmunda Howarda a Joyce Culpeperové. Její otec nebyl prvorozený, proto rodina žila velmi chudě. Po smrti rodičů byla Kateřina poslána k nevlastní babičce, vévodkyni z Norfolku. V důsledku nedostatečné výchovy byla Kateřina mnohem méně vzdělaná než jiné ženy Jindřicha VIII., přesto však vzdělanější, než bylo na tu dobu běžné.
Tvrdí se, že byla velmi krásná a temperamentní. Měla dlouhé tmavé a kudrnaté vlasy. Svou rozverností a vzhledem velmi připomínala svou sestřenici Annu Boleynovou.
Nedostatečná kontrola Kateřininy babičky způsobila, že Kateřina získala sexuální zkušenosti již ve 14 letech se svým učitelem hudby Jindřichem Manoxem, který proti ní dokonce později vypovídal u soudu.
O dva roky později se Kateřina seznámila s mladičkým tajemníkem vévodkyně z Norfolku Francisem Derehamem. O jejich milostném vztahu věděli služebné a příbuzní Kateřiny a vévodkyně musela zakročit a jejich vztah ukončit.

## Život u dvora
Kateřina byla poslána z venkova do Londýna jako dvorní dáma princezny Marie a Anny Klevské. Věděla, že jako dívka bez věna, byť z dobrého rodu, nesežene dobrou manželskou partii. Přesto se do ní zamiloval tichý mladý králův společník Thomas Culpepper. Tajně se scházeli a hovoří se rovněž o jejich zasnoubení, avšak důkazy nemáme. Její katolický strýc Howard byl svědkem královy exkomunikace ze svaté církve, protestantské svatby s jeho neteří Annou Boleynovou a poté s Němkou Annou Klevskou. S cílem navrátit Anglii "pravou" víru, oženil svou dceru s nemanželským synem Jindřicha VIII. a Jindřichovi nabídl jako milenku svou neteř Kateřinu Howardovou. Král, který strávil poslední půl rok v nejspíše nenaplněném manželství s Annou Klevskou, požádal o rozvod. O 30 let mladší Kateřinu si hodlal vzít, neboť mu zřejmě připomínala Annu Boleynovou, kterou sice nechal popravit, nicméně se tvrdí, že ji miloval nejvíce ze svých žen.
Přestože se Kateřina zaslíbila jinému, byla svou rodinou donucena si krále vzít nedlouho po jeho rozvodu s Annou Klevskou, aby spasila Howardův rod a katolickou víru.

## Manželství
Svatba se uskutečnila v tajnosti roku 1540. Mladičkou dívku Jindřich zpočátku vášnivě miloval a věřil, že konečně nalezl tu nejlepší manželku svého života. Jindřich byl ale v té době už starší muž a trpěl celou řadou nemocí, včetně hnisajícího vředu na noze, který mu značně ztěžoval chůzi, což Kateřina Howardová nesla velmi těžce. Měla ráda život, zábavu, tanec a společnost lidí svého věku. Protestantská strana v čele s rodem Seymourů měla strach, že pokud mladá královna porodí nového syna, bude ohroženo nástupnictví malého Eduarda Tudora Seymoura, proto hledala záminku, pro kterou by mohli Kateřinu odstranit. Kateřina se i nadále přátelsky stýkala s Thomasem Culpepperem. Nicméně znala příběh své popravené sestřenice Anny Boleynové, proto by neudělala nic, co by ohrozilo její postavení u krále. Přesto těchto schůzek využila protestantská strana a rozhodla se královnu a celý rod katolických Howardů zničit.
Králi podal tajné informace Thomas Cranmer, arcibiskup canterburský, který mu již dobře posloužil při rozvodu s jeho první ženou Kateřinou Aragonskou. Jeho udání hovořilo o Kateřininém mladickém vztahu s učitelem spinetu Manoxem, kterého vystřídal chudý šlechtic Derham. Král chtěl hodit celou záležitost za hlavu, nicméně k těmto udáním se přidala i informace o schůzkách Kateřiny s Thomasem Culpepperem, proto poslal za královnou Cranmera, aby z ní vytáhl doznání. Kateřina se pod nátlakem přiznala k dětské platonické lásce k Manoxovi a nevinném vztahu s Derhamem, protože netušila, že by její mladické pletky mohly způsobit nějaký problém. Král ji nechtěl obvinit, ale již s ní nedokázal žít, proto ji poslal do kláštera, kde strávila několik měsíců. Jindřich ji zde přátelsky navštěvoval a obvinění stále odkládal.

## Smrt a odkazy
Stále zamilovaný učitel hudby Manox podal svědectví proti Derhamovi při své obhajobě a byl zproštěn viny. Derham byl mučen a poté popraven velmi krutým způsobem, který se používal jen pro nejhorší zločiny. Byl tažen oprátkou za krk do výšky, těsně před smrtí odříznut, poté mu byly uřezány genitálie, otevřeno břicho a jeho vyvrhnutá střeva byla ještě za jeho života spálena. Poté byl rozčtvrcen. Thomas Culpepper se k platonické lásce ke své sestřenici Kateřině Howardové přiznal dobrovolně a byl roku 1541 popraven za zradu pouze stětím hlavy. Většina členů rodu Howardů byla zatčena a 13. února 1542 byla po necelých dvou letech manželství s Jindřichem VIII. popravena i Kateřina. Její poslední slova patřila Thomasi Culpepperovi. Řekla, že by raději umírala v poklidu a chudobě jako jeho žena, než mít v moci celý svět jako královna Anglie. Že umírá ráda, protože chce být potrestána za to, že je zodpovědná za Thomasův život, neboť kdyby králi ihned řekla, že je zaslíbena jinému, ani ona nebo Thomas by nemuseli trpět.
Věrný obraz Kateřiny Howardové nemáme. Často za něj bývá mylně označen obraz Hanse Holbeina ml., králova dvorního malíře. Na tomto portrétu je ovšem zachycena sestra Jany Seymourové Elizabeth. Můžeme tak usuzovat z pařížské módy, která se krátce po smrti Anny Boleynové na pár let přestala nosit, a také z toho, že nezdařený obraz Jindřichovy 4. manželky Anny Klevské byl jedním z posledních, které Hans Holbein pro anglický dvůr namaloval. Poté byl vyhnán a už nadále ve službách krále nepůsobil. Rovněž samotný Jindřich VIII. si Kateřinu velmi žárlivě střežil a nechtěl ji nechat namalovat. Tvrdil, že je výhradně jeho ženou a až poté královnou Anglie.